# La Tour-de-Salvagny
La Tour-de-Salvagny – miejscowość i gmina we Francji, w regionie Owernia-Rodan-Alpy, w departamencie Rodan.
Według danych na rok 1990 gminę zamieszkiwało 3226 osób, a gęstość zaludnienia wynosiła 383 osób/km² (wśród 2880 gmin regionu Rodan-Alpy La Tour-de-Salvagny plasuje się na 273. miejscu pod względem liczby ludności, natomiast pod względem powierzchni na miejscu 1247.).